# Bisbe diocesà
Un bisbe diocesà, dins de les diverses tradicions cristianes, és un bisbe o arquebisbe encarregat de la cura pastoral d'una diòcesi o arxidiòcesi.
En relació amb altres bisbes, un bisbe diocesà pot ser sufragani, metropolità (si és arquebisbe) o primat. També poden ocupar diverses altres funcions com a cardenal o patriarca.
Els bisbes de l'Església catòlica romana poden ser bisbes assistents amb facultats especials, bisbes coadjutors (aquests bisbes són nomenats com a coadjutors de les diòcesis que dirigiran, i no com a bisbes titulars), bisbes auxiliars, nuncis o diplomàtics papals similars (normalment arquebisbes), funcionaris de la Cúria romana (generalment per a bisbes com a caps o diputats de departaments que no han estat anteriorment ordinaris), etc. També poden ocupar altres càrrecs com el cardenalat. La seu de bisbe titular només és nominal, no pastoral, és a dir, no exerceix l'autoritat final com a bisbe titular (l'ordinari), ni té dret a succeir automàticament l'esmentat individu (el coadjutor), a través d'una diòcesi o arxidiòcesi o els seus equivalents de ritus orientals, (arxieparquies). Els bisbes titulars poden estar actius o retirar-se. De vegades, com a sacerdot, pot ser que li donessin un bisbat titular o un arquebisbat com a honor del Papa, similar a quan nomena alguns cardenals.

## Església catòlica
Vegeu també: Jerarquia de l'Església Catòlica#Bisbes diocesans i Bisbe (Església Catòlica)#Bisbes diocesans o eparques
Un "bisbe diocesà" - a l'Església catòlica - té la cura pastoral d'una Església local (diòcesi), sobre la qual ostenta la jurisdicció ordinària. És el responsable d'ensenyar, governar i santificar els fidels de la seva diòcesi, compartint aquests deures amb els sacerdots i diaques que serveixen sota ell.

### Bisbe coadjutor
La Santa Seu pot nomenar un bisbe coadjutor per a una diòcesi. Té facultats especials i dret de successió.

### Bisbe auxiliar
El bisbe diocesà pot demanar que la Santa Seu nomeni un o més bisbes auxiliars per ajudar-lo en les seves funcions.

### Bisbe emèrit
Quan un bisbe diocesà o bisbe auxiliar es retira, la paraula "emèrit" s'afegeix al seu anterior títol, és a dir, "arquebisbe emèrit de ...", "bisbe emèrit de ...", o "bisbe auxiliar emèrit de ... ". Uns exemples d'ús són: "El Reverendíssim (o Molt Reverend) John Jones, Bisbe emèrit de Anytown"; o "Sa Eminència el cardenal Lluís Maria Martínez Sistach, arquebisbe emèrit de Barcelona". El terme "bisbe emèrit" d'un lloc particular pot aplicar-se a diverses persones, si el primer viu prou. A la llista en l'Annuario Pontificio del 2007, hi havia més d'un bisbe emèrit, com ara Zárate-Campana, Villavicencio, Versalles i Uruguaiana. Hi va haver fins i tot tres arquebisbes emèrits de Taipei. El mateix sufix se li aplicà al bisbe de Roma, el papa emèrit Benet XVI, quan es va retirar.

### Bisbe titular
S'anomenen bisbes titulars els nomenats per ocupar una diòcesi titular, institució de tipus honorífic sense territori efectiu.